# Дмитриевщинский сельсовет
Дмитриевщинский сельсовет — муниципальное образование со статусом сельского поселения в Рассказовском районе Тамбовской области.
Административный центр — село Дмитриевщина.

## История
В соответствии с Законом Тамбовской области от 17 сентября 2004 года № 232-З установлены границы муниципального образования и статус сельсовета как сельского поселения.

## Население
| 2010 | 2012 | 2013 | 2014 | 2015 | 2016 | 2017 |
| ---- | ---- | ---- | ---- | ---- | ---- | ---- |
| 935  | ↘911 | ↘903 | ↘901 | ↘876 | ↘841 | ↗843 |
| 2018 | 2019 | 2020 | 2021 |      |      |      |
| ↗863 | ↘843 | ↘842 | ↗852 |      |      |      |

## Состав сельского поселения
| № | Населённый пункт | Тип населённого пункта       | Население |
| - | ---------------- | ---------------------------- | --------- |
| 1 | Дмитриевщина     | село, административный центр | ↗852      |